# 이준 (1940년)
이준(李俊, 1940년 6월 30일 ~ )은 대한민국의 군인, 정치인이다. 육군 대장 예편 후 제37대 국방부 장관을 역임했다.

## 학력
- 1959년 청주고등학교 졸업
- 1963년 육군사관학교 19기 문학 학사
- 1965년 육군기갑학교 졸업
- 1970년 서울대학교 심리학과 학사
- 1976년 육군보병학교 졸업

## 경력
- 2007 : 한양대학교 초빙교수
- 2006 : 한국위기관리재단 고문
- 2003.3 ~ 2003.4 : 자유민주연합 당무위원
- 2002. 7. 12. ~ 2003. 2. 27. : 제37대 국방부 장관
- 2001.5 ~ 2002.5 : 새천년민주당 당무위원 겸 지도위원
- 2000.6 ~ 2001.5 : 새천년민주당 당무위원 겸 국방안보위원
- 1998. 4. ~ 1999. 11. : 국방개혁추진위원회 위원장
- 1997.3 ~ 1997.6 : 신한국당 국방외교안보행정위원
- 1995 ~ 1996. 12. : 한국통신(現 KT) 사장
- 1995 : 육군 대장 예편
- 1993 : 육군 제1야전군사령관
- 1992 : 국방부 군수본부장
- 1992 : 국방부 사업조정관
- 1988 : 육군 제21사단장
- 1973 : 베트남 전쟁 참전을 마치고 대한민국에 귀국
- 1971 : 베트남 전쟁에 2년간 참전